# Gualtiero Bortolini
Gualtiero Bortolini (...) è un ex hockeista su pista italiano.

## Palmarès
- Campionato italiano: 4

Monza: 1961, 1965, 1966, 1968